# Рёвны (Навлинский район)
Рёвны — село в Навлинском районе Брянской области в составе Синезёрского сельского поселения.

## География
Находится в восточной части Брянской области на расстоянии приблизительно 22 км на северо-запад по прямой от районного центра поселка Навля.

## История
Впервые упомянуто в 1457 году. Храм Флора и Лавра упоминается с начала XVII до конца XIX века. В 1857 году была построена каменная Спасо-Преображенская церковь (не сохранилась). Бывшее владение Макаровых, Голицыных, Похвисневых, Подлиневых, Лопухиных, Куликовых и других. С конца XVIII века действовали полотняная и бумажная фабрики, винокуренный и кожевенный заводы, маслобойки, постоялые дворы. В середине XX века работал колхоз «Красный лётчик». В годы Великой Отечественной войны за пособничество партизанам сожжено немцами. В 1866 году здесь (село Ровня Трубчевского уезда Орловской губернии) учтено было 157 дворов.

## Достопримечательности
Остатки усадебного парка.

## Население
Численность населения: 955 человек (1866 год), 1062 (1897), 1065 (1926), 340 (русские 91 %) в 2002 году, 301 в 2010.